# الکساندر لبدینتس
الکساندر لبدینتس (انگلیسی: Oleksandr Lebedynets؛ زادهٔ ۸ اوت ۱۹۸۴) بازیکن فوتبال اهل اوکراین است.